# Liste von Sakralbauten im Landkreis München
Die Liste von Sakralbauten im Landkreis München listet Kirchen, Kapellen und sonstige Sakralbauten im oberbayrischen Landkreis München auf.
Zu den Sakralbauten innerhalb der Stadtgrenzen der bayrischen Landeshauptstadt siehe Liste von Sakralbauten in München.

## Liste
| Bild           | Inneres        | Name                                                                 | Kon- fession           | Gemeinde/Ortsteil                                   | Bauzeit                    | Anmerkungen / Baustil |  |
| -------------- | -------------- | -------------------------------------------------------------------- | ---------------------- | --------------------------------------------------- | -------------------------- | --- |  |
| weitere Bilder | weitere Bilder | St. Peter und Paul                                                   | röm.-kath.             | Aschheim (Standort)                                 | 1937                       | denkmalgeschützt |  |
| weitere Bilder | weitere Bilder | Segenskirche                                                         | ev.-luth.              | Aschheim (Standort)                                 | 1996                       | Holzkirche |  |
| weitere Bilder | weitere Bilder | St. Margareta                                                        | röm.-kath.             | Aschheim/Dornach (Standort)                         | 16. Jh.                    | Spätgotische Dorfkirche, später barockisiert denkmalgeschützt |  |
|                |                | St. Andreas                                                          | röm.-kath.             | Aying (Standort)                                    | 1655                       | Barocke Dorfkirche denkmalgeschützt |  |
|                |                | St. Emmeram                                                          | röm.-kath.             | Aying/Kleinhelfendorf (Standort)                    | 1650                       | Barocke Wallfahrtskirche denkmalgeschützt |  |
|                |                | Marterkapelle                                                        | röm.-kath.             | Aying/Kleinhelfendorf (Standort)                    | 1631                       | Barocke Wallfahrtskapelle denkmalgeschützt |  |
|                |                | St. Nikolaus                                                         | röm.-kath.             | Aying/Peiß (Standort)                               | 1699                       | Barocke Filialkirche denkmalgeschützt |  |
|                |                | Maria Patrona Bavariae                                               | röm.-kath.             | Baierbrunn (Standort)                               | 1686                       | Alte spätgotische Dorfkirche St. Peter und Paul, heute Filialkirche mit neuem Patrozinium denkmalgeschützt |  |
|                |                | St. Peter und Paul                                                   | röm.-kath.             | Baierbrunn (Standort)                               | 1958                       | Neue Pfarrkirche |  |
|                |                | St. Nikolaus                                                         | röm.-kath.             | Brunnthal (Standort)                                | 1741                       | Schlichte barocke Saalkirche; Turm aus dem Jahr 1863 denkmalgeschützt |  |
|                |                | Heilig Kreuz                                                         | röm.-kath.             | Brunnthal/Hofolding (Standort)                      | 1777                       | Barocke Saalkirche denkmalgeschützt |  |
|                |                | St. Peter und Paul                                                   | röm.-kath.             | Brunnthal/Faistenhaar (Standort)                    | 1735                       | Barocke Saalkirche denkmalgeschützt |  |
|                |                | St. Georg                                                            | röm.-kath.             | Brunnthal/Kirchstockach (Standort)                  | 1735                       | Filialkirche bzw. Kapelle denkmalgeschützt |  |
|                |                | St. Jakobus                                                          | röm.-kath.             | Feldkirchen (Standort)                              | 1927                       | denkmalgeschützt |  |
|                |                | Evangelische Kirche                                                  | ev.-luth.              | Feldkirchen (Standort)                              | 1837                       | denkmalgeschützt |  |
|                |                | St. Katharina                                                        | röm.-kath.             | Garching bei München (Standort)                     | 15. Jh.                    | Im Kern gotische Dorfkirche; später barockisiert denkmalgeschützt |  |
|                |                | St. Severin                                                          | röm.-kath.             | Garching bei München (Standort)                     | 1967                       | Moderne zeltförmige Stadtpfarrkirche |  |
|                |                | Laudatekirche                                                        | ev.-luth.              | Garching bei München (Standort)                     | 1981                       | |  |
|                |                | Neuapostolische Kirche                                               | neuap.                 | Garching bei München (Standort)                     | ????                       | |  |
|                |                | St. Franziska Romana                                                 | röm.-kath.             | Garching bei München/Hochbrück (Standort)           | 1971                       | Schlichte moderne Filialkirche |  |
|                |                | St. Martin                                                           | röm.-kath.             | Garching bei München/Mallertshofen (Standort)       | 12. Jh.                    | Romanische Filialkirche denkmalgeschützt |  |
|                |                | Alt St. Stefan                                                       | röm.-kath.             | Gräfelfing (Standort)                               | 1728                       | Romanische Dorfkirche, später barockisiert denkmalgeschützt |  |
|                |                | Neu St. Stefan                                                       | röm.-kath.             | Gräfelfing (Standort)                               | 1971                       | |  |
|                |                | Friedenskirche                                                       | ev.-luth.              | Gräfelfing (Standort)                               | 1971                       | Zeltförmiges Kirchengebäude |  |
|                |                | Neuapostolische Kirche                                               | neuap.                 | Gräfelfing (Standort)                               | ????                       | |  |
|                |                | St. Johannes der Täufer                                              | röm.-kath.             | Gräfelfing/Lochham (Standort)                       | 1955                       | Erweiterung der bestehenden alten Dorfkirche denkmalgeschützt |  |
|                |                | St. Johannes Evangelist                                              | röm.-kath.             | Gräfelfing/Lochham (Standort)                       | 1947                       | Mitten im Zweiten Weltkrieg errichtet |  |
|                |                | Michaelskirche                                                       | ev.-luth.              | Gräfelfing/Lochham (Standort)                       | 1950                       | Später erweitert |  |
|                |                | St. Ulrich                                                           | röm.-kath.             | Grasbrunn (Standort)                                | 18. Jh.                    | Barocke Dorfkirche denkmalgeschützt |  |
|                |                | St. Ottilia                                                          | röm.-kath.             | Grasbrunn/Möschenfeld (Standort)                    | 1640                       | Barocke Pfarr- und Wallfahrtskirche denkmalgeschützt |  |
|                |                | St. Andreas                                                          | röm.-kath.             | Grasbrunn/Harthausen (Standort)                     | 18. Jh.                    | Barocke Dorfkirche denkmalgeschützt |  |
|                |                | St. Aegidius                                                         | röm.-kath.             | Grasbrunn/Keferloh (Standort)                       | 1173                       | Romanische Dorfkirche denkmalgeschützt |  |
|                |                | St. Christophorus                                                    | röm.-kath.             | Grasbrunn/Neukeferloh (Standort)                    | 1987                       | Oktogonale Kirche im Stil der 1980er Jahre |  |
|                |                | Alt St. Peter und Paul                                               | röm.-kath.             | Grünwald (Standort)                                 | ????                       | Alte romanische Dorfkirche, direkt an Neu St. Peter und Paul angebaut. denkmalgeschützt |  |
|                |                | Neu St. Peter und Paul                                               | röm.-kath.             | Grünwald (Standort)                                 | 1939                       | Neue Dorfkirche, direkt an Alt St. Peter und Paul angebaut. |  |
|                |                | Maria Königin                                                        | röm.-kath.             | Grünwald (Standort)                                 | 1958                       | Kirchengebäude im Stil der 1950er Jahre |  |
|                |                | Thomaskirche                                                         | ev.-luth.              | Grünwald (Standort)                                 | 1932                       | denkmalgeschützt |  |
|                |                | St. Nikolaus                                                         | röm.-kath.             | Haar (Standort)                                     | 13. Jh.                    | Alte romanische Dorfkirche denkmalgeschützt |  |
|                |                | St. Konrad von Parzham                                               | röm.-kath.             | Haar (Standort)                                     | 1933                       | denkmalgeschützt |  |
|                |                | Mariä Sieben Schmerzen                                               | röm.-kath.             | Haar (Standort)                                     | 1912                       | Kirche im Jugendstil denkmalgeschützt |  |
|                |                | St. Bonifatius                                                       | röm.-kath.             | Haar (Standort)                                     | 1977                       | Kirchengebäude im Stil der 1970er Jahre |  |
|                |                | Jesuskirche                                                          | ev.-luth.              | Haar (Standort)                                     | 1962                       | |  |
|                |                | Katholische Klinikkirche St. Raphael                                 | röm.-kath.             | Haar (Standort)                                     | 1905                       | Stattliche katholische Klinikkirche des Isar-Amper-Klinikums im Jugendstil denkmalgeschützt |  |
|                |                | Evangelische Klinikkirche                                            | ev.-luth.              | Haar (Standort)                                     | 1905                       | Stattliche evangelische Klinikkirche des Isar-Amper-Klinikums im Jugendstil denkmalgeschützt |  |
|                |                | St. Nikolaus                                                         | röm.-kath.             | Haar/Ottendichl (Standort)                          | ~ 1475                     | Alte Dorfkirche, später barockisiert denkmalgeschützt |  |
|                |                | Mariä Himmelfahrt                                                    | röm.-kath.             | Haar/Salmdorf (Standort)                            | 15. Jh.                    | Alte gotische Dorfkirche denkmalgeschützt |  |
|                |                | Heilig Kreuz                                                         | röm.-kath.             | Haar/Gronsdorf (Standort)                           | 1652                       | Barocke Dorfkirche denkmalgeschützt |  |
|                |                | St. Stephanus                                                        | röm.-kath.             | Hohenbrunn (Standort)                               | 1640                       | Barocke Dorfkirche denkmalgeschützt |  |
|                |                | Mariä Geburt                                                         | röm.-kath.             | Höhenkirchen-Siegertsbrunn/Höhenkirchen (Standort)  | 1020                       | 1771 barockisiert, 1860 neogotisiert denkmalgeschützt |  |
|                |                | Kreuz-Christi-Kirche                                                 | ev.-luth.              | Höhenkirchen-Siegertsbrunn/Höhenkirchen (Standort)  | 2002                       | Modernes oktogonales Kirchengebäude |  |
|                |                | St. Peter                                                            | röm.-kath.             | Höhenkirchen-Siegertsbrunn/Siegertsbrunn (Standort) | 1707                       | Barocke Pfarrkirche denkmalgeschützt |  |
|                |                | St. Leonhard                                                         | röm.-kath.             | Höhenkirchen-Siegertsbrunn/Siegertsbrunn (Standort) | 1460                       | Spätgotische Filial- und Wallfahrtskirche; später barockisiert denkmalgeschützt |  |
|                |                | St. Johann Baptist                                                   | röm.-kath.             | Ismaning (Standort)                                 | 1975                       | Aufgrund von Baufälligkeit musste die alte neoromanische Pfarrkirche Anfang der 1970er Jahre durch einen Neubau ersetzt werden. Der Alte Kirchenraum bildet nun einen offenen Innenhof um den herum ein Gemeindezentrum sowie die neue Kirche angebaut wurden. denkmalgeschützt |  |
|                |                | Gabrielkirche                                                        | ev.-luth.              | Ismaning (Standort)                                 | 2009                       | Moderner Rundbau |  |
|                |                | St. Koloman                                                          | röm.-kath.             | Ismaning/Fischerhäuser (Standort)                   | 1952                       | |  |
|                |                | St. Andreas                                                          | röm.-kath.             | Kirchheim bei München (Standort)                    | 1681                       | Barocke Dorfkirche denkmalgeschützt |  |
|                |                | Cantatekirche                                                        | ev.-luth.              | Kirchheim bei München (Standort)                    | 1985                       | |  |
|                |                | St. Peter                                                            | röm.-kath.             | Kirchheim bei München/Heimstetten (Standort)        | 1991                       | Moderner oktogonaler Kirchenbau mit schlankem Campanile; Architekt: Alexander von Branca |  |
|                |                | St. Ulrich                                                           | röm.-kath.             | Kirchheim bei München/Heimstetten (Standort)        | 1894                       | Neugotische Kapelle denkmalgeschützt |  |
|                |                | Maria Rosenkranzkönigin                                              | röm.-kath.             | Neubiberg (Standort)                                | 1928                       | denkmalgeschützt |  |
|                |                | Corneliuskirche                                                      | ev.-luth.              | Neubiberg (Standort)                                | 1985                       | |  |
|                |                | Unikirche der Bundeswehr                                             | simultan               | Neubiberg (Standort)                                | 1949                       | |  |
|                |                | St. Georg                                                            | röm.-kath.             | Neubiberg/Unterbiberg (Standort)                    | ~ 1725                     | denkmalgeschützt |  |
|                |                | Alt St. Nikolaus                                                     | röm.-kath.             | Neuried (Standort)                                  | 15. Jh.                    | Alte Dorfkirche denkmalgeschützt |  |
|                |                | Neu St. Nikolaus                                                     | röm.-kath.             | Neuried (Standort)                                  | 2008                       | Neue Pfarrkirche |  |
|                |                | St. Stephan                                                          | röm.-kath.             | Oberhaching (Standort)                              | 1726                       | Barocke Erweiterung der ursprünglich romanischen Chorturmkirche denkmalgeschützt |  |
|                |                | Zum Guten Hirten                                                     | ev.-luth.              | Oberhaching (Standort)                              | 1934/ 1993                 | 1993 Erweiterung der Kirche |  |
|                |                | St. Bartholomäus                                                     | röm.-kath.             | Oberhaching/Deisenhofen (Standort)                  | 1967                       | Kirchengebäude im Stil der 1960er Jahre |  |
|                |                | Heilig Kreuz                                                         | röm.-kath.             | Oberhaching/Kreuzpullach (Standort)                 | 1710                       | Barocke Filial- und Wallfahrtskirche denkmalgeschützt |  |
|                |                | Mariä Geburt                                                         | röm.-kath.             | Oberhaching/Oberbiberg (Standort)                   | 15. Jh.                    | Spätgotische Dorfkirche denkmalgeschützt |  |
|                |                | Maria Patrona Bavariae                                               | röm.-kath.             | Oberschleißheim (Standort)                          | 1934/ 1954                 | denkmalgeschützt |  |
|                |                | St. Wilhelm                                                          | röm.-kath.             | Oberschleißheim (Standort)                          | 1971                       | |  |
|                |                | Trinitatiskirche                                                     | ev.-luth.              | Oberschleißheim (Standort)                          | 1964                       | |  |
|                |                | Schlosskirche St. Maximilian                                         | röm.-kath.             | Oberschleißheim (Standort)                          | 1724                       | Barocke Schlosskirche im Schloss Schleißheim |  |
|                |                |                                                                      | Neuapostolische Kirche | neuap.                                              | Oberschleißheim (Standort) | ???? |  |
|                |                | St. Otto                                                             | röm.-kath.             | Ottobrunn (Standort)                                | 1937                       | Rundbau im Stil der 1930er Jahre denkmalgeschützt |  |
|                |                | St. Magdalena                                                        | röm.-kath.             | Ottobrunn (Standort)                                | 1960                       | |  |
|                |                | St. Albertus Magnus                                                  | röm.-kath.             | Ottobrunn (Standort)                                | 1977                       | Kirche und Gemeindezentrum im Stil der 1970er Jahre denkmalgeschützt |  |
|                |                | Michaelskirche                                                       | ev.-luth.              | Ottobrunn (Standort)                                | 1964                       | Beton- und Backsteinkirche im Stil der 1960er Jahre |  |
|                |                | Neuapostolische Kirche                                               | neuap.                 | Ottobrunn (Standort)                                | 2006                       | |  |
|                |                | St. Elisabeth                                                        | röm.-kath.             | Planegg (Standort)                                  | 1972                       | Quadratische Kirche im Stil des Brutalismus Der Turm ist denkmalgeschützt |  |
|                |                | Waldkirche                                                           | ev.-luth.              | Planegg (Standort)                                  | 1926                       | Revolutionärer oktogonaler Kirchbau der 1920er Jahre |  |
|                |                | Gnadenkapelle Maria Eich                                             | röm.-kath.             | Planegg (Standort)                                  | 1745/ 1780                 | denkmalgeschützt |  |
|                |                | Klosterkirche Maria Eich                                             | röm.-kath.             | Planegg (Standort)                                  | 1958/ 1966/ 2008           | 1966 Erweiterung; 2008 Umbau der Kirche |  |
|                |                | Schlosskirche St. Magdalena                                          | röm.-kath.             | Planegg (Standort)                                  | 1737                       | Barocke Schloss- und Filialkirche denkmalgeschützt |  |
|                |                | St. Georg                                                            | röm.-kath.             | Planegg/Steinkirchen (Standort)                     | ~ 1750                     | Filialkirche denkmalgeschützt |  |
|                |                | St. Martin                                                           | röm.-kath.             | Planegg/Martinsried (Standort)                      | 1699                       | Barocke Saalkirche denkmalgeschützt |  |
|                |                | Alt Heilig Geist                                                     | röm.-kath.             | Pullach im Isartal (Standort)                       | 15. Jh.                    | Spätgotische Dorfkirche; heute Filialkirche denkmalgeschützt |  |
|                |                | Neu Heilig Geist                                                     | röm.-kath.             | Pullach im Isartal (Standort)                       | 1956                       | |  |
|                |                | Schulkirche der Erzbischöflichem Pater-Rupert-Mayer Tagesheimschulen | röm.-kath.             | Pullach im Isartal (Standort)                       | 1926                       | denkmalgeschützt |  |
|                |                | Jakobuskirche                                                        | ev.-luth.              | Pullach im Isartal (Standort)                       | 1954                       | |  |
|                |                | Alt Heilige Dreifaltigkeit                                           | röm.-kath.             | Pullach im Isartal/Großhesselohe (Standort)         | 1698                       | Barocke Saalkirche, heute Filialkirche denkmalgeschützt |  |
|                |                | Neu Heilige Dreifaltigkeit                                           | röm.-kath.             | Pullach im Isartal/Großhesselohe (Standort)         | 1952                       | |  |
|                |                | Alt St. Stephan                                                      | röm.-kath.             | Putzbrunn (Standort)                                | 1725                       | Alte barocke Dorfkirche denkmalgeschützt |  |
|                |                | Neu St. Stephan                                                      | röm.-kath.             | Putzbrunn (Standort)                                | 1993                       | Die kath. Pfarrkirche St. Stephan bildet mit der baulich verbundenen ev. Kirche St. Martin ein ökumenisches Gemeindezentrum |  |
|                |                | St. Martin                                                           | ev.-luth.              | Putzbrunn (Standort)                                | 1993                       | Die ev. Pfarrkirche St. Martin bildet mit der baulich verbundenen kath. Kirche St. Stephan ein ökumenisches Gemeindezentrum |  |
|                |                | St. Andreas                                                          | röm.-kath.             | Sauerlach (Standort)                                | 1710                       | Barocke Saalkirche denkmalgeschützt |  |
|                |                | Zachäuskirche                                                        | ev.-luth.              | Sauerlach (Standort)                                | 1963                       | |  |
|                |                | St. Margaret                                                         | röm.-kath.             | Sauerlach/Altkirchen (Standort)                     | 11.–13. Jh./ ~ 1500        | Spätgotische Chorturmkirche mit romanischem Ursprung; um 1500 gotische Erweiterung denkmalgeschützt |  |
|                |                | St. Michael                                                          | röm.-kath.             | Sauerlach/Arget (Standort)                          | 16. Jh.                    | Spätgotische Pfarrkirche denkmalgeschützt |  |
|                |                | St. Ulrich                                                           | röm.-kath.             | Sauerlach/Lanzenhaar (Standort)                     | 15. Jh.                    | Spätgotische Filialkirche denkmalgeschützt |  |
|                |                | Klosterkirche St. Dionysius und Juliana                              | röm.-kath.             | Schäftlarn (Standort)                               | 1733- 1760                 | Die barocke Kirche gehört zum Benediktinerkloster Schäftlarn denkmalgeschützt |  |
|                |                | St. Georg                                                            | röm.-kath.             | Schäftlarn/Hohenschäftlarn (Standort)               | 1734 1954                  | Die barocke Kirche befindet sich in exponierter Lage auf einem Hügel mitten im Ort; 1954 Verlängerung des Langhauses denkmalgeschützt |  |
|                |                | St. Benedikt                                                         | röm.-kath.             | Schäftlarn/Ebenhausen (Standort)                    | 1965                       | |  |
|                |                | Heilandskirche                                                       | ev.-luth.              | Schäftlarn/Ebenhausen (Standort)                    | 1930                       | |  |
|                |                | St. Michael                                                          | röm.-kath.             | Schäftlarn/Zell (Standort)                          | 1206                       | Romanische Dorfkirche mit späteren Erweiterungen denkmalgeschützt |  |
|                |                | St. Martin                                                           | röm.-kath.             | Schäftlarn/Neufahrn (Standort)                      | 18. Jh.                    | Barocke Saalkirche mit romanischem Kern denkmalgeschützt |  |
|                |                | St. Peter und Paul                                                   | röm.-kath.             | Straßlach-Dingharting/Straßlach (Standort)          | 1892                       | denkmalgeschützt |  |
|                |                | St. Laurentius                                                       | röm.-kath.             | Straßlach-Dingharting/Großdingharting (Standort)    | 15. Jh.                    | Spätgotische Chorturmkirche denkmalgeschützt |  |
|                |                | St. Martin                                                           | röm.-kath.             | Straßlach-Dingharting/Holzhausen (Standort)         | ~ 1475                     | Spätgotische Dorfkirche mit romanischem Kern; im 18. Jh. barockisiert denkmalgeschützt |  |
|                |                | St. Anna                                                             | röm.-kath.             | Straßlach-Dingharting/Kleindingharting (Standort)   | 1864                       | Neugotische Filialkirche denkmalgeschützt |  |
|                |                | St. Johannes der Täufer                                              | röm.-kath.             | Taufkirchen (Standort)                              | ~ 1150/ ~ 1500/ 1738       | Im Kern eine romanische Chorturmkirche; um 1500 gotisiert; 1738 barockisiert und Turm erhöht denkmalgeschützt |  |
|                |                | St. Georg                                                            | röm.-kath.             | Taufkirchen (Standort)                              | 1975                       | |  |
|                |                | Jerusalemkirche                                                      | ev.-luth.              | Taufkirchen (Standort)                              | 1981                       | |  |
|                |                | St. Valentin                                                         | röm.-kath.             | Unterföhring (Standort)                             | 1718                       | Barocke Pfarrkirche denkmalgeschützt |  |
|                |                | Rafaelkirche                                                         | ev.-luth.              | Unterföhring (Standort)                             | 1985                       | |  |
| weitere Bilder | weitere Bilder | St. Korbinian                                                        | röm.-kath.             | Unterhaching (Standort)                             | ~ 1310/ ~ 1500/ 1615       | Romanische Chorturmkirche; um 1500 verlängert; 1615 barockisiert denkmalgeschützt |  |
| weitere Bilder | weitere Bilder | St. Alto                                                             | röm.-kath.             | Unterhaching (Standort)                             | 1932/ 1960                 | 1960 Erweiterung und Neubau des Kirchturmes |  |
| weitere Bilder | weitere Bilder | St. Birgitta                                                         | röm.-kath.             | Unterhaching (Standort)                             | 1971                       | Turmlose quaderförmige Kirche im Stil der 1970er Jahre |  |
| weitere Bilder | weitere Bilder | Heilandskirche                                                       | ev.-luth.              | Unterhaching (Standort)                             | 1938                       | |  |
| weitere Bilder |                | Neuapostolische Kirche                                               | neuap.                 | Unterhaching (Standort)                             | ~ 1990                     | Zeltförmiges Kirchengebäude |  |
|                |                | Alt St. Ulrich                                                       | röm.-kath.             | Unterschleißheim (Standort)                         | 18. Jh./ 1856/ 1951        | 1856 Umbau; 1951 Wiederherstellung nach Brand denkmalgeschützt |  |
|                |                | Neu St. Ulrich                                                       | röm.-kath.             | Unterschleißheim (Standort)                         | 1986                       | Moderne Stadtpfarrkirche aus Backstein |  |
|                |                | Genezarethkirche                                                     | ev.-luth.              | Unterschleißheim (Standort)                         | 1962                       | |  |
|                |                | St. Korbinian                                                        | röm.-kath.             | Unterschleißheim/Lohhof (Standort)                  | 1951                       | |  |